# Parageloiomimus spinosus
Parageloiomimus spinosus är en insektsart som först beskrevs av Vitaly Michailovitsh Dirsh 1956.  Parageloiomimus spinosus ingår i släktet Parageloiomimus och familjen Pamphagidae. Inga underarter finns listade i Catalogue of Life.